# Sigeric Ier
Pour les articles homonymes, voir Sigeric.
Sigeric Ier est un roi d'Essex de la fin du VIIIe siècle.

## Biographie
Selon une table généalogique de la seconde moitié du IXe siècle (BL Add. 23211) qui retrace la filiation des rois d'Essex jusqu'à Sledd, Sigeric est le fils de Selered et le père de Sigered. Le Chronicon ex Chronicis de Jean de Worcester (XIIe siècle) indique qu'il succède à Swithred, mais la date de son avènement est inconnue. D'après la version F de la Chronique anglo-saxonne, Sigeric abdique en 798 et quitte son royaume pour se rendre à Rome,.